# Phelsuma ocellata
Phelsuma ocellata este o specie de șopârle din genul Phelsuma, familia Gekkonidae, descrisă de Boulenger 1885. A fost clasificată de IUCN ca specie cu risc scăzut. Conform Catalogue of Life specia Phelsuma ocellata nu are subspecii cunoscute.